# Mitrachi Goshta
Mitrachi Goshta (Marathi:मित्राची गोष्ट; lett "La storia di un amico") è una pièce del drammaturgo indiano Vijay Tendulkar, spesso descritta come una delle prime opere teatrali indiane a trattare il tema dell'omosessualità.

## Trama
In un campus universitario della Pune di prima dell'indipendenza indiana dagli inglesi, il timido Bapu coltiva un senso di inadeguatezza che riesce in parte a superare quando conosce la più spigliata e carismatica Mitra. Il ragazzo presto si innamora di Mitra, che però lo trascina con sé in un vortice di insicurezze e tensioni quando scopre che l'amica è in realtà attratta dalla bella Name. Il conflitto interiore di Mitra, impossibilitata ad esteriorizzare i propri sentimenti nell'omofoba India degli anni quaranta, la porterà a cercare di sopprimere i propri sentimenti per Name, una scelta che porterà alla sua rovina.

## Produzioni
Mitrachi Goshta debuttò il 15 agosto 1981 al Gadkar Rangayatan di Thane con una giovane Rohini Hattangadi nel ruolo della protagonista. Il tema dell'opera la rese incredibilmente controversa, tanto che la pièce spesso andava in scena con la platea quasi vuota.
Tradotta in inglese dall'originale marathi con il titolo A Friend's Story, il dramma ha ottenuto un maggiore successi nelle successive incarnazioni, di cui l'ultima un revival diretto da Akash Khurana in scena a Mumbai nel 2015.

## Pubblicazioni
La casa editrice Nilkanth Prakashan stampò il testo il lingua marathi nel 1982, mentre la traduzione inglese di Gowri Ramnarayan fu pubblicata dalla Oxford University Press nel 2001.